# ТОР «Череповец»
Территория опережающего социально-экономического развития «Череповец» — территория городского округа Череповец в Вологодской области России, на которой действует особый правовой режим предпринимательской деятельности. Образована в 2017 году. Ожидаемый объем инвестиций составляет 10 млрд рублей.

## Развитие территории
В 2014 году городской округ Череповец был включен в перечень монопрофильных муниципальных образований (моногородов), что впоследствии дало Череповцу право на оформление статуса территории опережающего социально-экономического развития. ТОР «Череповец» была создана в соответствии с Постановлением Правительства РФ от 7 августа 2017 года № 939 с целью привлечения инвестиций, не связанных с деятельностью градообразующего предприятия — ПАО «Северсталь».
ТОР «Череповец» — одна из крупнейших территорий опережающего развития в моногородах. К концу 2021 года резидентами территории являлись 16 предприятий, которые инвестировали в экономику города 6 млрд рублей. При этом было создано более 2,5 тыс. новых рабочих мест. По оценкам, зависимость бюджета от градообразующих предприятий упала с 30 % до 15 %.

## Условия для резидентов
Требования к потенциальным резидентам ТОР «Череповец» предусматривают, что компании-соискатели должны быть вести деятельность исключительно на территории города, предоставить минимальный объем инвестиций в 20 млн рублей в течение 10 лет, создать не менее 20 рабочих мест в течение первого года, ограничить привлечение иностранной рабочей силы до 25 % максимум, не находиться в процессе ликвидации, банкротства или реорганизации и соответствовать профильным видам деятельности ТОР. Для резидентов предусмотрен льготный налоговый режим: налог на прибыль в федеральный бюджет и отчисления в региональный бюджет обнуляется в течение первых пяти лет, затем составит не более 10 %. Обнуляются налоги на землю и имущество в первые пять лет, страховые взносы снижаются до 7,6 % (на весь период, если статус резидента получен в первые три года).

## Резиденты
В 2020 году в рамках ТОР «Череповец» был открыт новый тепличный комплекс. Объем инвестиций в проект составил 2,3 млрд рублей.
В 2021 году резидент ТОР «Череповец» завод «Фиброплит», который производит фибролитовые плиты, вышел на проектную мощность. Объем инвестиций в проект оценивается в 2 млрд рублей.
Среди прочих резидентов ТОР «Череповец»: Череповецкий судостроительный завод, который запускает новую судостроительную верфь, ООО «Череповецкая машиностроительная компания» с проектом производства деталей для машиностроения, Торговый Дом «Русский Чай», который расширяет производство иван-чая.